# Вулиця Джохара Дудаєва (Київ)
Ву́лиця Джоха́ра Дуда́єва — вулиця в Солом'янському районі міста Києва, житловий масив Першотравневий. Пролягає від вулиць Лондонської та Єреванської до Уманської вулиці.
Прилучається вулиця Міцкевича.

## Історія
Вулиця виникла у другій половині 1950-х років XX століття під назвою 506-та Нова, з 1957 року — Талалаївська. 1958 року отримала назву Іскрівська вулиця, на честь газети РСДРП «Искра».
Сучасна назва на честь президента Чеченської Республіки Ічкерія Джохара Дудаєва — з вересня 2022 року.

## Установи та заклади
- № 5 а — Солом'янський районний центр територіального комплектування та соціальної підтримки;
- № 8 — Дитячий садок № 375;
- № 18 — кінотеатр «Супутник».

## Зображення

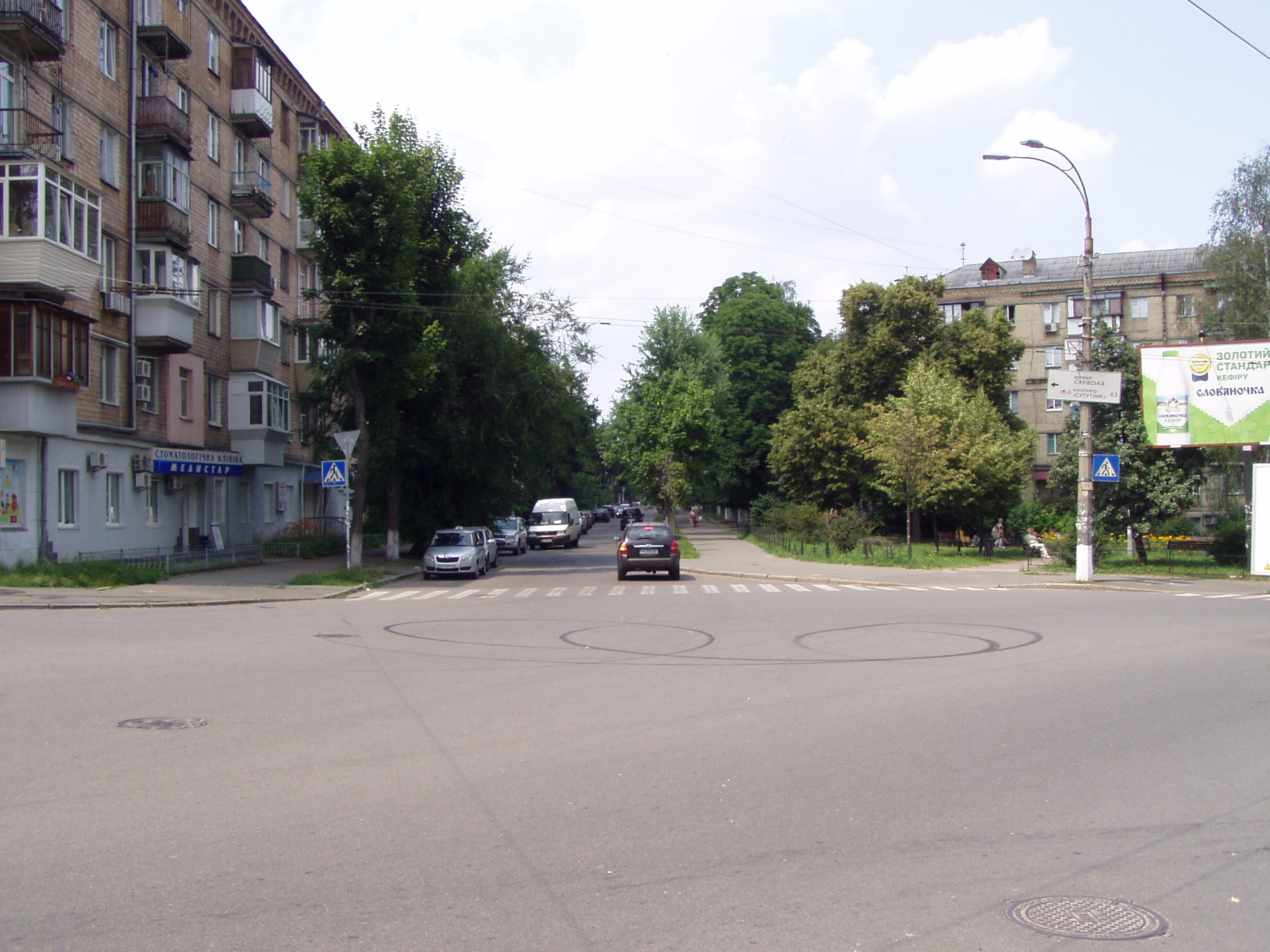
Початок вулиці
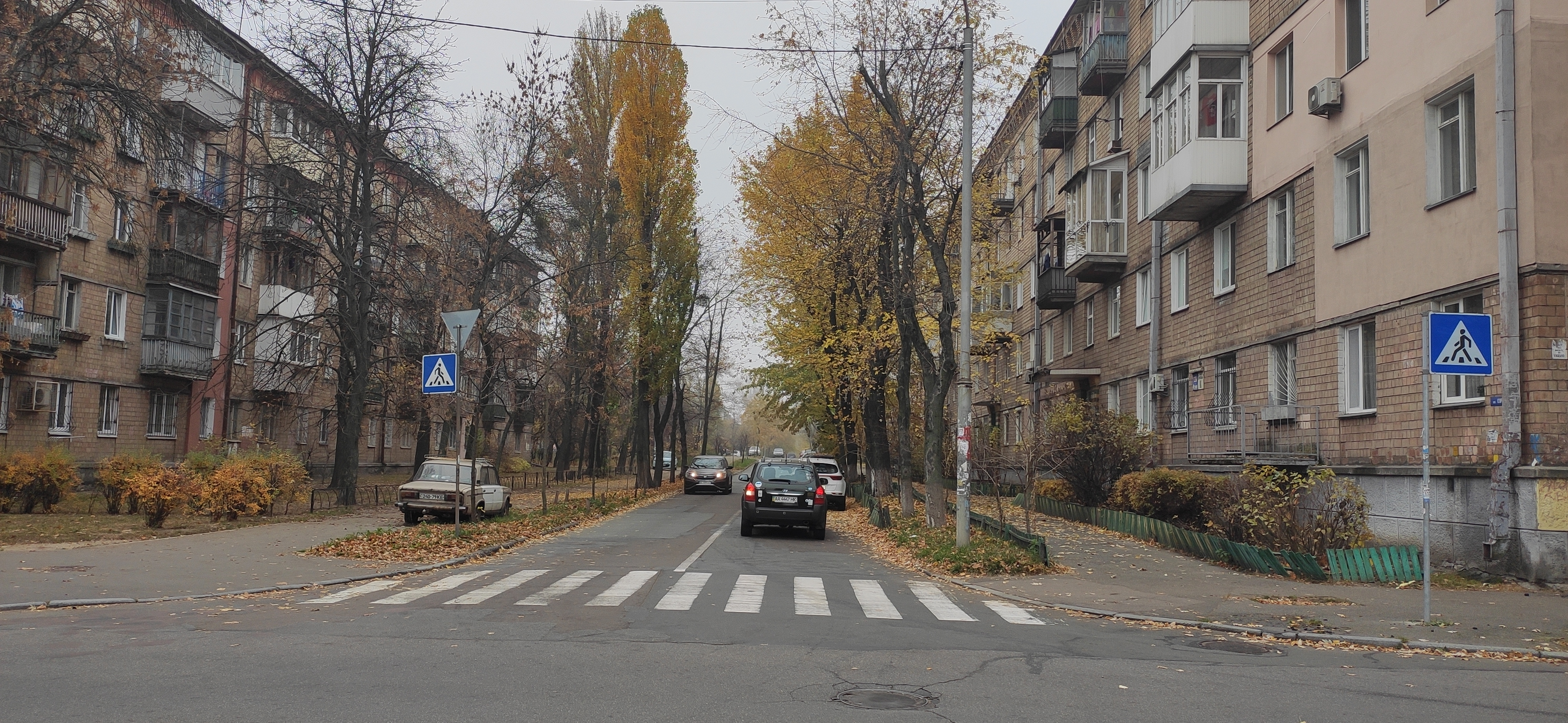
Кінець вулиці
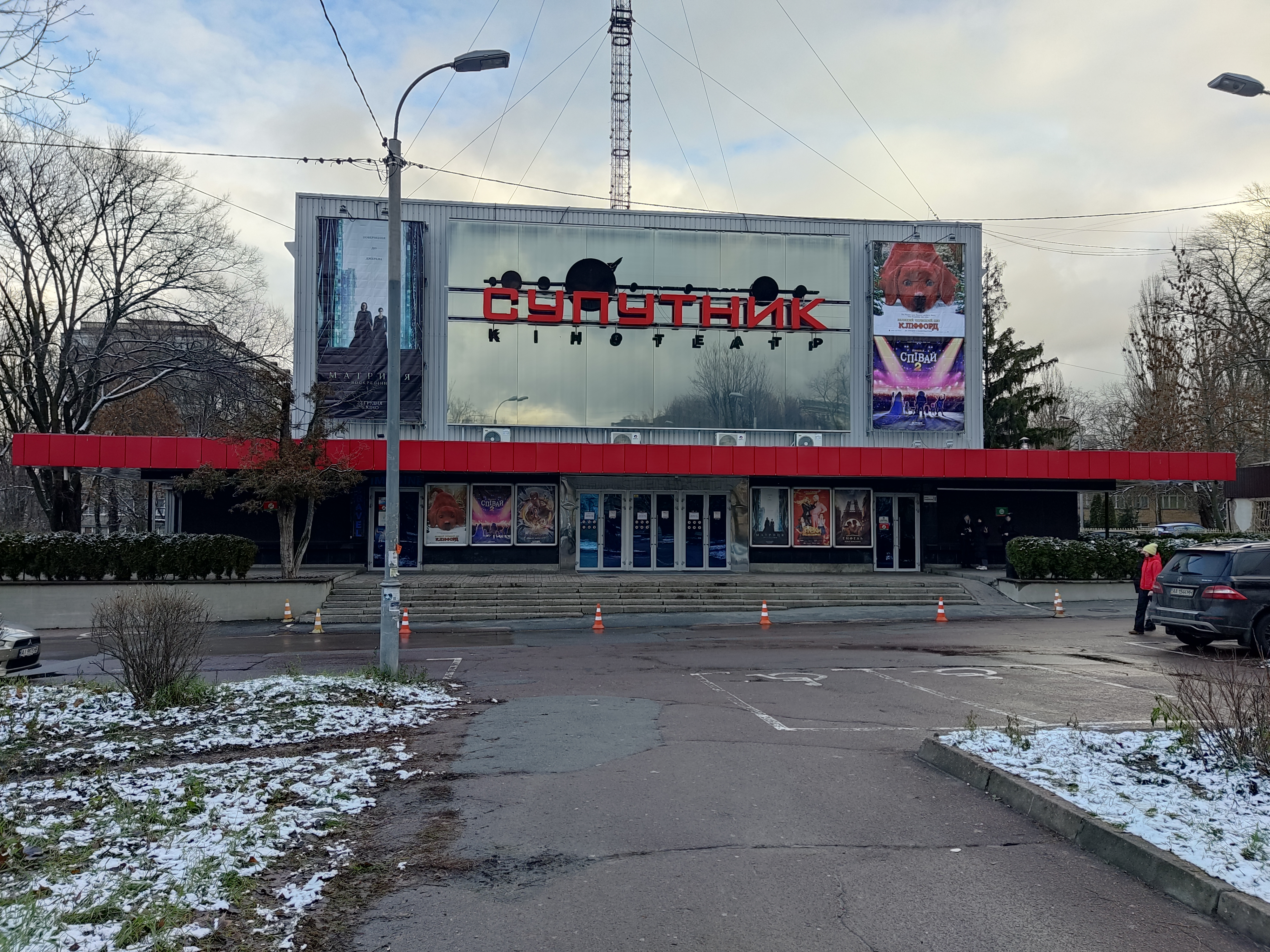
Кінотеатр «Супутник»